# Paula (film)
Paula (ili Lagrimas del primer amor = "suze prve ljubavi") je meksički film iz 1969. godine. Redatelj je slavni Meksikanac Abel Salazar García, koji je i glumio u filmu, a scenaristi su glumice Janet Alcoriza i Susana Gamboa.
Film se smatra dramom s elementima romanse; to je priča o ljubavi mlade žene zvane Paula Hermida (Julissa) i starijeg muškarca. Snimljen je u prelijepom meksičkom gradu Acapulcu i traje 110 minuta. 

## Glumci
- Julissa — Paula Hermida
- Abel Salazar — Fernando del Valle
- José Alonso — Carlos Robledo
- Lucy Gallardo
- Rita Macedo
- María Teresa Rivas — Berta
- Susana Alexander — Elena
- Macaria
- Susana Salvat
- Bárbara Ransom
- Alfonso Munguía
- Carolina Cortázar